# Wally Halder
Walter Edwin „Wally“ Halder (* 15. September 1925 in Toronto, Ontario; † 27. Oktober 1994 ebenda) war ein kanadischer Eishockeyspieler und -trainer. Bei den Olympischen Winterspielen 1948 gewann er als Mitglied der kanadischen Nationalmannschaft die Goldmedaille. 

## Karriere
Wally Halder begann seine Karriere als Eishockeyspieler in der Junior Ontario Hockey Association, in der er von 1938 bis 1940 jeweils ein Jahr lang für die Toronto Young Rangers und anschließend die University of Toronto Varssitiy Blues aktiv war. Daraufhin schloss er sich den Toronto Tip Top Taylors an, für die er von 1940 bis 1943 in der Toronto Hockey League (TOHL) auf dem Eis stand. Während des Zweiten Weltkrieges verpflichtete er sich bei der Royal Canadian Navy. Für die Militärmannschaft Toronto Navy absolvierte er insgesamt fünf Spiele. Nach seiner Zeit beim Militär spielte er ein Jahr lang parallel für die Tip Top Tailors sowie die Mannschaft der University of Toronto. Am Trinity College der University of Toronto machte er 1946 seinen Abschluss. In der Saison 1946/47 spielte der Kanadier für die Toronto Barkers in der Toronto Hockey League. In dieser Spielzeit wurde er zum wertvollsten Spieler der TOHL ernannt. Daher erhielt er ein Angebot für die RCAF Flyers zu spielen, mit denen er 1948 Kanada bei den Olympischen Winterspielen vertrat. Von 1949 bis 1951 war er als Eishockeytrainer an der University of Toronto tätig. 

### International
Für Kanada nahm Halder an den Olympischen Winterspielen 1948 in St. Moritz teil, bei denen er mit seiner Mannschaft die Goldmedaille gewann. In acht Spielen erzielte er 29 Scorerpunkte, davon 21 Tore, womit er der Topscorer Kanadas war.

## Erfolge und Auszeichnungen
- 1948 Goldmedaille bei den Olympischen Winterspielen